# Onthophagus revoili
Onthophagus revoili är en skalbaggsart som beskrevs av Lansberge 1882. Onthophagus revoili ingår i släktet Onthophagus och familjen bladhorningar. Inga underarter finns listade i Catalogue of Life.